# 清化省
清化省（越南语：／）是越南中北沿海地區的一个省，省莅清化市。

## 地理
清化省北接山罗省、和平省、宁平省，南接乂安省，西邻老挝，东临北部湾。

## 历史
明命十二年（1831年）清華鎮隨直隸、北城諸鎮廢鎮改省，設立清華省，紹治三年（1843年）復稱清化。
1945年11月，关化州析置伯烁州。

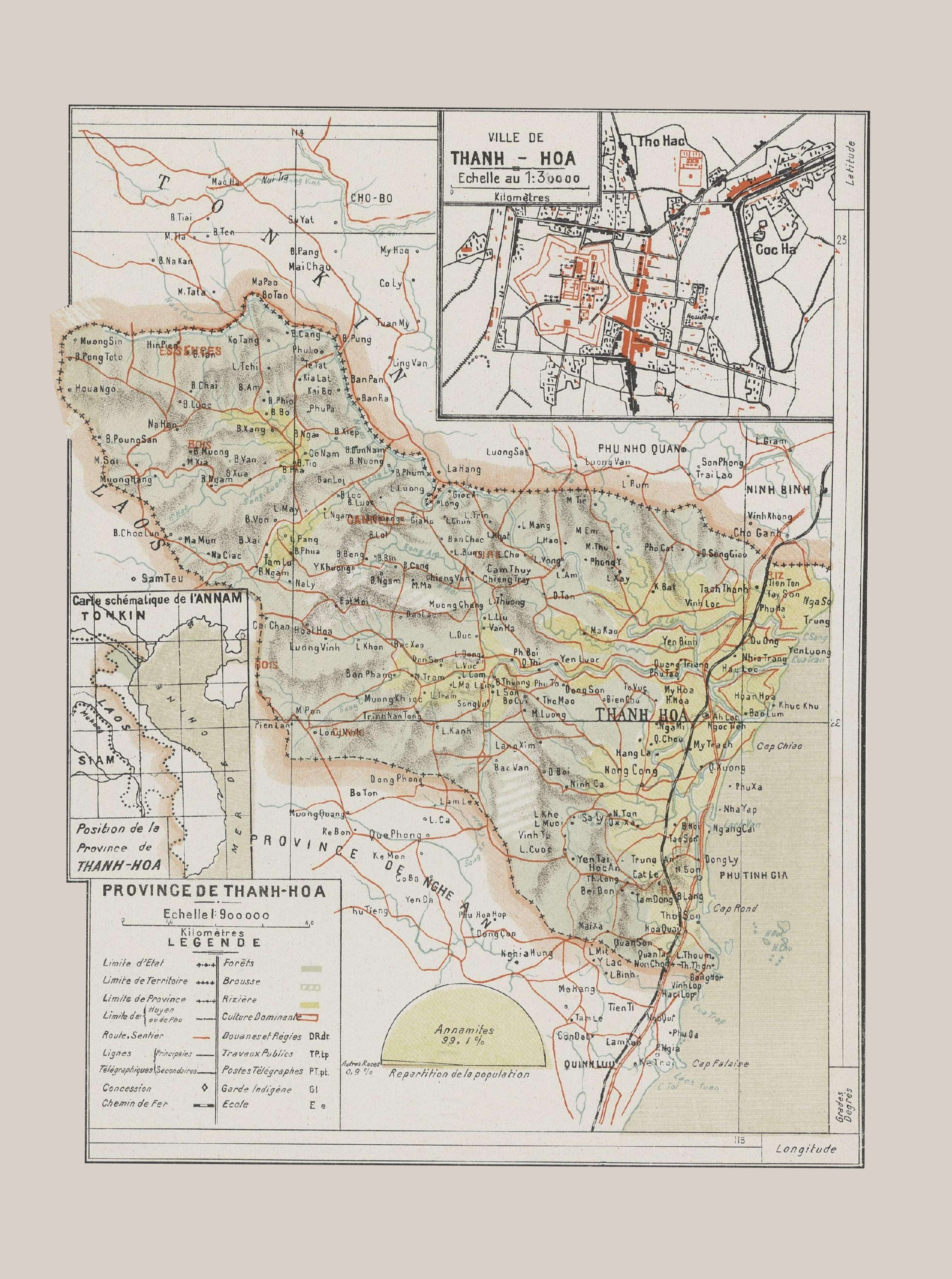
法属印度支那时期的清化省地图

1948年1月25日，越南政府将各战区合并为联区，战区抗战委员会改组为联区抗战兼行政委员会。第四战区改组为第四联区，设立第四联区抗战兼行政委员会，清化省划归第四联区管辖。
1948年3月25日，北越政府废府、州改县。绍化府更名绍化县，河中府更名河中县，弘化府更名弘化县，静嘉府更名静嘉县，寿春府更名寿春县，东山府更名东山县，农贡府更名农贡县，伯烁州更名伯烁县，良政州更名良政县，常春州更名常春县，关化州更名关化县，玉勒州更名玉勒县，如春州更名如春县。
1958年11月24日，胡志明签署敕令，自12月1日起撤销第四联区。清化省划归中央政府直接管辖。
1964年12月16日，寿春县、静嘉县和农贡县析置肇山县。
1977年7月5日，河中县和峨山县合并为中山县，永禄县和石城县合并为永石县，玉勒县和良政县合并为良玉县，绍化县分别并入安定县和东山县，安定县更名为绍安县，东山县更名为东绍县。
1981年12月18日，广昌县析置岑山市社，中山县析置扁山市社。
1982年8月30日，良玉县分设为良政县和玉勒县，永石县分设为石城县和永禄县，中山县分设为河中县和峨山县，东绍县更名为东山县。
1994年5月1日，清化市社改制为清化市。
1996年11月18日，关化县析置关山县、芒勒县，如春县析置如清县，绍安县和东山县析置绍化县，绍安县更名为安定县。
2012年4月23日，岑山市社被评定为三级城市。
2015年5月15日，广昌县6社划归岑山市社管辖。
2017年4月19日，岑山市社改制为岑山市。
2020年4月22日，静嘉县改制为宜山市社。
2024年10月24日，越南国会常务委员会通过决议，自2025年1月1日起，东山县并入清化市。

## 行政區劃
清化省下轄2市2市社22縣，省莅清化市。
- 清化市（Thành phố Thanh Hóa）
- 岑山市（Thành phố Sầm Sơn）
- 扁山市社（Thị xã Bỉm Sơn）
- 宜山市社（Thị xã Nghi Sơn）
- 伯爍縣（Huyện Bá Thước）
- 錦水縣（Huyện Cẩm Thủy）
- 河中縣（Huyện Hà Trung）
- 厚祿縣（Huyện Hậu Lộc）
- 弘化縣（Huyện Hoằng Hóa）
- 良政縣（Huyện Lang Chánh）
- 芒勒縣（Huyện Mường Lát）
- 峨山縣（Huyện Nga Sơn）
- 玉勒縣（Huyện Ngọc Lặc）
- 如清縣（Huyện Như Thanh）
- 如春縣（Huyện Như Xuân）
- 農貢縣（Huyện Nông Cống）
- 關化縣（Huyện Quan Hóa）
- 關山縣（Huyện Quan Sơn）
- 廣昌縣（Huyện Quảng Xương）
- 石城縣（Huyện Thạch Thành）
- 紹化縣（Huyện Thiệu Hóa）
- 壽春縣（Huyện Thọ Xuân）
- 常春縣（Huyện Thường Xuân）
- 肇山縣（Huyện Triệu Sơn）
- 永祿縣（Huyện Vĩnh Lộc）
- 安定縣（Huyện Yên Định）

## 著名人物

### 歷史名人
- 姜公輔：中國唐代宰相，唐开元十九年（731年）生於愛州（今越南清化省），存世文章有《白雲照春海賦》等等，805年在泉州（今福建省泉州市）逝世，深受中、越兩國民眾愛戴。

### 近代人物
- 黎可漂（1931年12月27日—2020年8月7日）：生于法屬印度支那清化省东山縣（即今越南清化省东山縣东溪社），曾任越南共产党中央委员会总书记和中央军事委员会书记。2020年8月7日凌晨2时52分黎可漂在越南首都河内去世，享年89岁（满88岁）[15]。

## 外部連結
- 清化省电子信息门户网站 （页面存档备份，存于）（越南文）